# Mauloutchia parvifolia
Mauloutchia parvifolia är en tvåhjärtbladig växtart som beskrevs av René Paul Raymond Capuron. Mauloutchia parvifolia ingår i släktet Mauloutchia och familjen Myristicaceae. Inga underarter finns listade i Catalogue of Life.